# Боде-Метије (Долина Аосте)
Боде-Метије је насеље у Италији у округу Долина Аосте, региону Долина Аосте.
Према процени из 2011. у насељу је живело 40 становника. Насеље се налази на надморској висини од 1349 м.